# To the North
To the North ist ein Thriller von Mihai Mincan. Der Film beruht auf einer wahren Begebenheit. Die Premiere erfolgte Anfang September 2022 bei den Internationalen Filmfestspielen von Venedig. Im März 2023 kam der Film in die rumänischen Kinos.

## Handlung
An einem Tag im Jahr 1996 besteigen zwei Männer, ein Bulgare und ein Rumäne, am Hafen im spanischen Algeciras heimlich ein Frachtschiff, das auf dem Weg nach Amerika ist. Sie hoffen dort auf ein besseres Leben. Sie verstecken sich in dem Labyrinth von Gängen und gestapelten Containern. Am nächsten Morgen kommt der Bulgare auf See aus seinem Versteck. Die philippinische Crew gibt ihm Wasser, Essen und eine Zigarette, doch als ihr taiwanesischer Kommandant auftaucht, lässt er den Blinden Passagier kurzerhand von den taiwanesischen Offizieren über Bord werfen. 
Als der Rumäne namens Dumitru von dem philippinischen Seemann Joel entdeckt wird, erinnert sich der zutiefst religiöse Mann an den Vorfall und beschließt, den zweiten Blinden Passagier im Maschinenraum zu verstecken. Er verspricht ihm, am nächsten Tag mit Essen und Wasser zurückzukehren. Nun sitzt Dumitru tief im Inneren des Schiffes in der Dunkelheit fest und ist von einem Fremden abhängig, von dem er nicht weiß, ob er ihm wirklichen helfen will.

## Produktion

### Drehbuch, Regie und Filmförderung
To the North beruht auf einer wahren Begebenheit. Im Frühjahr 1996 tat der philippinischer Seemann Joel auf einem Frachter, der sich auf dem Weg über den Atlantik in die USA befand, seinen Dienst, und entdeckte bei der Arbeit einen rumänischen Blinden Passagier.
Regie führte Mihai Mincan, der auch das Drehbuch schrieb. To the North ist nach den Dokumentarfilmen Emigrant Blues: a Road Movie in 2 1/2 Chapters und The Man Who Would Be Free sein erster Spielfilm, bei dem er alleine Regie führte. Für beide Filme war der rumänische Regisseur im Rahmen der Premiile Gopo  nominiert.
Der Film, eine Koproduktion von Bulgarien, Frankreich, Griechenland, Rumänien und Tschechien, erhielt unter anderem finanzielle Unterstützung von Creative Europe MEDIA, dem Centre national du cinéma et de l’image animée, der Agence Nationale de Gestion des Œuvres Audiovisuelles, vom rumänischen und vom griechischen Film Center und vom tschechischen Filmfonds.

### Besetzung und Dreharbeiten
Soliman Cruz, bekannt aus einer Vielzahl von philippinischen Filmen wie Gusto kita with all my hypothalamus, Iska und Liway und den Fernsehserien Maalaala mo kaya und  What We Could Be, spielt den Seemann Joel. Nikolai  Becker ist in der Rolle des Blinden Passagiers Dumitru zu sehen. Becker spielte zuvor nur in zwei Filmen, in Orizont von 2015 und in Im Schatten der Seraphim von 2017. Dimitar Vasilev spielt Dumitrus bulgarischen Freund Georgi, mit dem er gemeinsam an Bord des Containerschiffes gekommen ist. In weiteren Rollen sind Alexandre Nguyen als Captain Tsai, Olivier Ho Hio Hen als Officer Chen und Bartholome Guingona als Allan zu sehen.
Mincan arbeitete für To the North mit dem rumänischen Kameramann George Chiper-Lillemark zusammen.

### Filmmusik und Sounddesign
Die Filmmusik komponierte Marius Lefta ̆rache, der in Rumänien als Sound Re-Recording Mixer, Sound Designer und Sound Editor tätig ist und zuvor für Filme wie Afganistanii, den Dokumentarfilm Anhell69 und das Sounddesign von A Quiet Place verantwortlich zeichnete. Unterstützt wurde er bei seiner Arbeit von dem italienischen Rockmusiker Alessandro Cortini, der einige Jahre lang als Keyboarder bei Nine Inch Nails spielte. Weitere Musik steuerte Nicolas Becker bei, der gemeinsam mit Benjamin Laurent und Cyril Holtz auch die  Tongestaltung verantwortete. Laurent war zuvor unter anderem für Pacifiction  tätig. Becker wurde für seine Arbeit am Film Sound of Metal im Rahmen der Oscarverleihung 2021 ausgezeichnet, und Holtz hatte mit ihm bereits für Cow zusammengearbeitet.

### Veröffentlichung
Die Premiere erfolgte am 4. September 2022 bei den Internationalen Filmfestspielen von Venedig, wo er in der Sektion Orizzonti gezeigt wurde. Im weiteren Verlauf des Jahres wurde er beim Ghent International Film Festival und beim Internationalen Filmfestival Thessaloniki gezeigt, im März des darauffolgenden Jahres beim Manchester Film Festival und beim Sofia International Film Festival. Der Kinostart in Rumänien erfolgte am 17. März 2023. Ende Juni 2023 wurde der Film beim Filmfest München gezeigt. Im November 2023 wird er beim Wiesbadener Exground Filmfest vorgestellt.

## Auszeichnungen
Ghent International Film Festival 2022
- Nominierung für den Grand Prix als Bester Film (Mihai Mincan)[6]

Internationales Filmfestival Thessaloniki 2022
- Nominierung für den Goldenen Alexander im Internationalen Wettbewerb (Mihai Mincan)[7]

Internationale Filmfestspiele von Venedig 2022
- Nominierung als Bester Film in der Sektion Orizzonti (Mihai Mincan)[2]

Premiilor Gopo 2024
- Auszeichnung für die Beste Kamera (George Chiper-Lillemark)
- Auszeichnung für den Besten Debütfilm (Mihai Mincan)
- Auszeichnung als New Hope (Schauspieler Niko Becker)[8]

Sofia International Film Festival 2023
- Nominierung für den Grand Prix im Internationalen Wettbewerb (Mihai Mincan)[9]